# Tuffi ai Giochi della III Olimpiade
Alla III Olimpiade di Saint Louis 1904, sono state disputate due gare di tuffi, entrambi aperte solamente agli uomini.

## Podi
| Evento                 | Oro            | Argento        | Bronzo                            |
| Piattaforma (dettagli) | George Sheldon | Georg Hoffmann | Frank Kehoe Alfred Braunschweiger |
| Distanza (dettagli)    | William Dickey | Edgar Adams    | Budd Goodwin                      |

## Nazioni partecipanti
Ai Giochi di Saint Louis hanno partecipato 10 tuffatori provenienti da 2 paesi:
- Germania 3
- Stati Uniti 7

## Medagliere
| Posizione | Paese       |   |   |   | Totale |
| --------- | ----------- | - | - | - | ------ |
| 1         | Stati Uniti | 2 | 1 | 2 | 5      |
| 2         | Germania    | 0 | 1 | 1 | 2      |
| Totale    | Totale      | 2 | 2 | 3 | 7      |